# Kristina Miškinienė
Kristina Miškinienė (* 1. Oktober 1960 in Rakliškės, Rajongemeinde Šalčininkai) ist eine litauische sozialdemokratische Politikerin, Vizebürgermeisterin der Gemeinde Druskininkai.

## Leben
Nach dem Abitur von 1972 bis 1977 an der 36. Mittelschule Vilnius absolvierte Kristina 1982 das Diplomstudium am Polytechnischen Institut in Kaunas.  Danach arbeitete sie am Institut für Elektrografie. Ab 1984 war sie Kommunalbeamte in der Verwaltung des Rajons Druskininkai, ab 2000 stellvertretende Bürgermeisterin der Gemeinde Druskininkai. Seit 2012 ist sie Seimas-Mitglied.
Ab 1995 war Miškinienė Mitglied der Naujoji demokratija - Moterų partija, ab 1998 der Lietuvos demokratinė darbo partija (LDDP). Seit 2001 ist sie Mitglied der Lietuvos socialdemokratų partija.